# Amarinus angelicus
Amarinus angelicus is een krabbensoort uit de familie van de Hymenosomatidae. De wetenschappelijke naam van de soort is voor het eerst geldig gepubliceerd in 1968 door Holthuis.